# Okres Domažlice
Okres Domažlice je okresem v Plzeňském kraji. Jeho dřívějším sídlem bylo město Domažlice. Mnohé obce okresu náleží do území národopisné oblasti Chodsko, jejímž střediskem je právě město Domažlice. Součástí moderního okresu Domažlice je i území dřívějšího okresu Horšovský Týn.
Sousedí s plzeňskými okresy Plzeň-jih, Tachov a Klatovy. Jeho jihozápadní hranice je i státní hranicí s Německem.

## Přírodní charakteristika

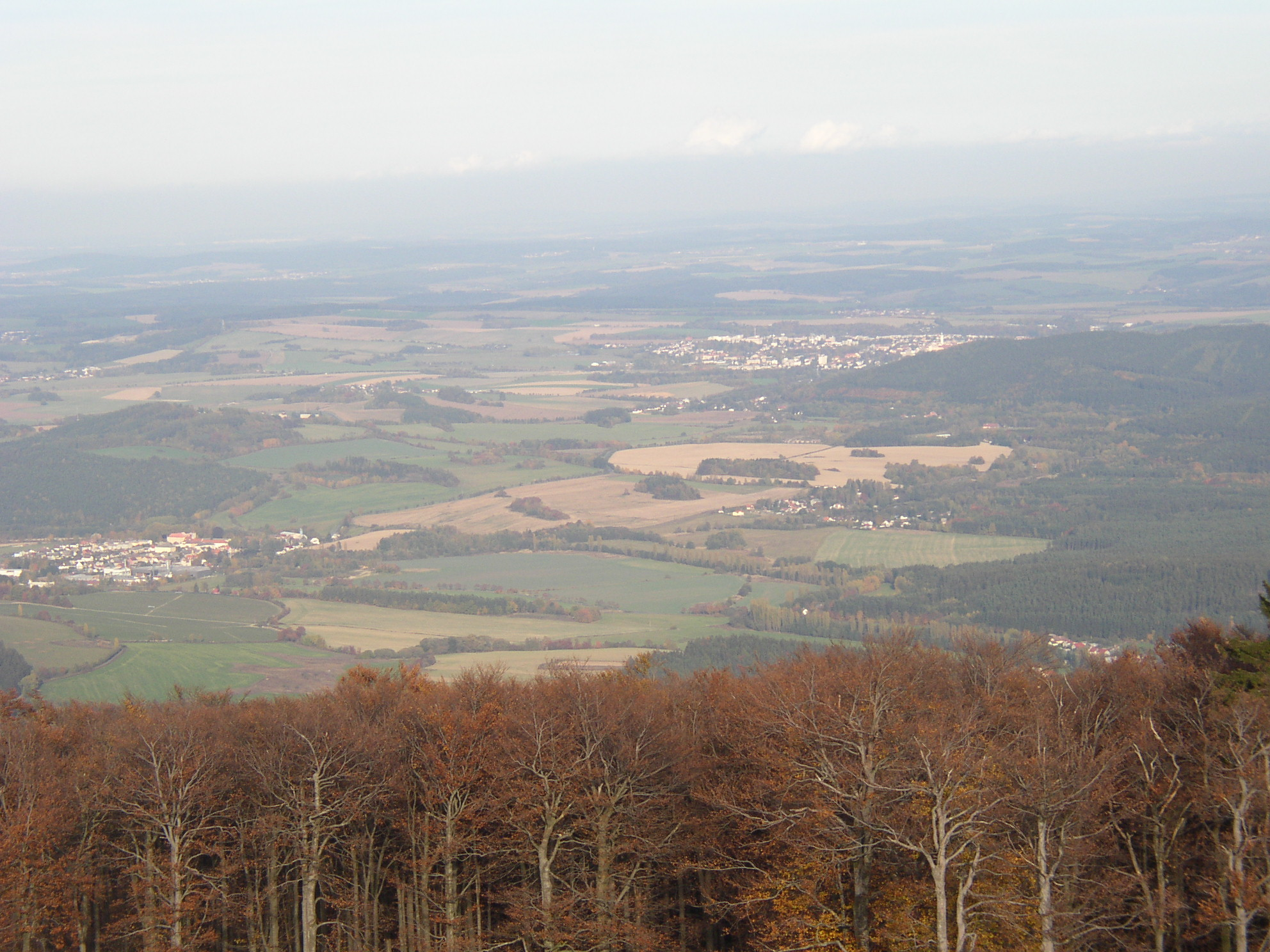
Výhled z rozhledny na Čerchově směrem k Domažlicím

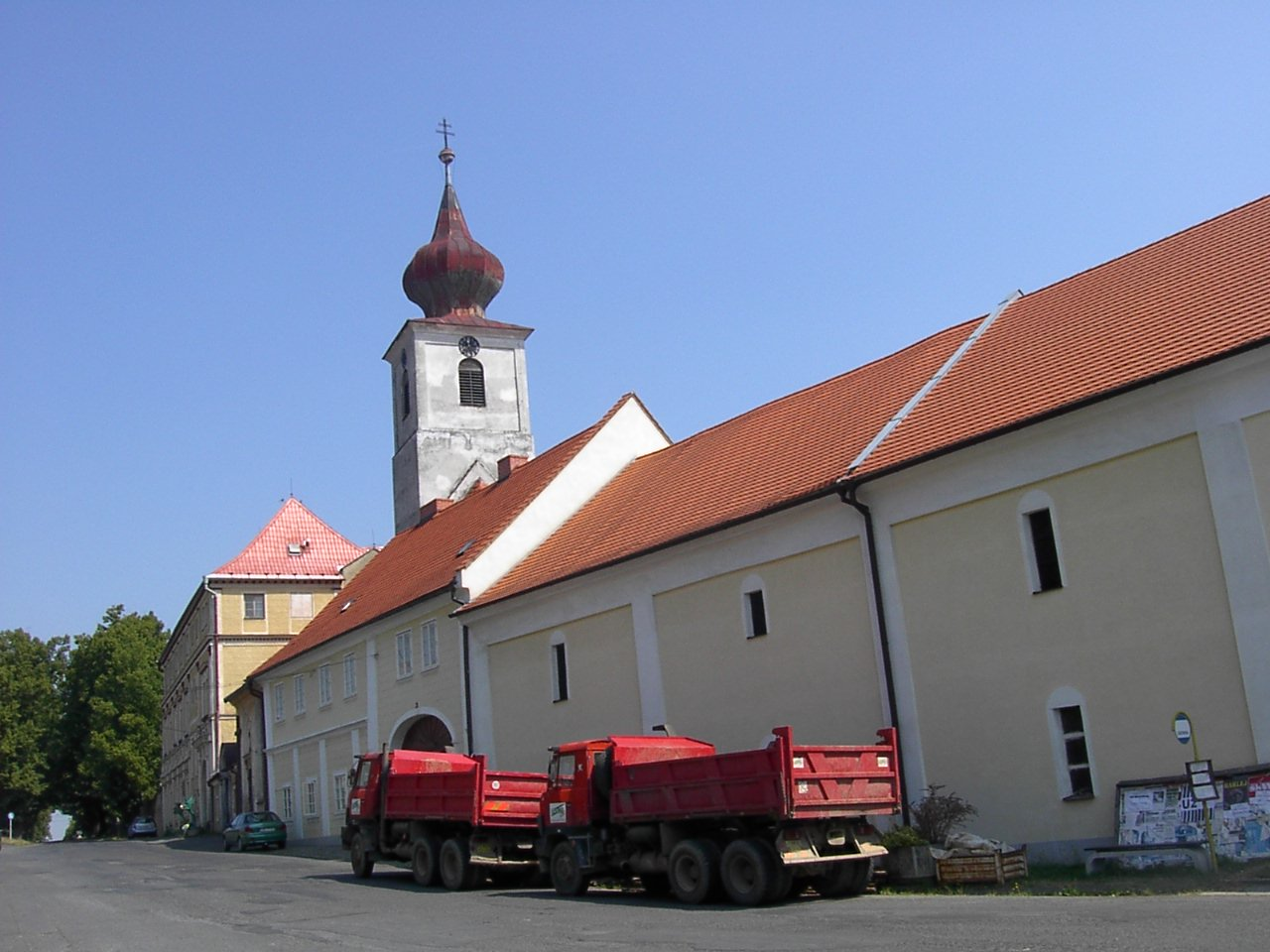
Zámek v Trhanově je spojen s pověstí o Kozinovi a Lomikarovi

### Struktura povrchu
Podstatná část okresu je vyplněna pahorkatinami a brázdami o nadmořské výšce kolem 450 metrů (Chodská pahorkatina, Kdyňská brázda, Holýšovská pahorkatina, Sedmihoří). Výše položená území najdeme zejména při státní hranici s Německem. Jihovýchodní hranici okresu tvoří Všerubský průsmyk, který odděluje pohoří Šumava a Český les. Západně od Všerubského průsmyku se začínají zvedat vrcholky Čerchovského lesa, který je nejvyšší součástí pohoří Český les s jeho nejvyšší horou Čerchov (1 042 m). Na Čerchovský les potom navazuje pásmo Haltravy a Plešské vrchoviny.
K 31. prosinci 2003 měl okres celkovou plochu 1 140,17 km², z toho:
- 54,17 % zemědělských pozemků, které z 67,92 % tvoří orná půda (36,79 % rozlohy okresu)
- 45,83 % ostatní pozemky, z toho 82,53 % lesy (37,82 % rozlohy okresu)

### Vodstvo
Nejvýznamnější řekou okresu je Radbuza, která pramení pod Lysou horou nedaleko Poběžovic. Protéká městem Horšovský Týn.
Nejsilnějšími přítoky Radbuzy na okrese Domažlice jsou Černý potok a říčka Zubřina. Černý potok se do Radbuzy vlévá u Horšovského Týna, Zubřina potom u Staňkova. Tato říčka protéká také okresním městem Domažlice.
Vodní plochy jsou na okrese zastoupeny výhradně rybníky. Největší z nich – Mezholezský rybník má rozlohu 38 ha a leží u vsi Mezholezy v oblasti vrchoviny Sedmihoří.

## Hospodářství okresu

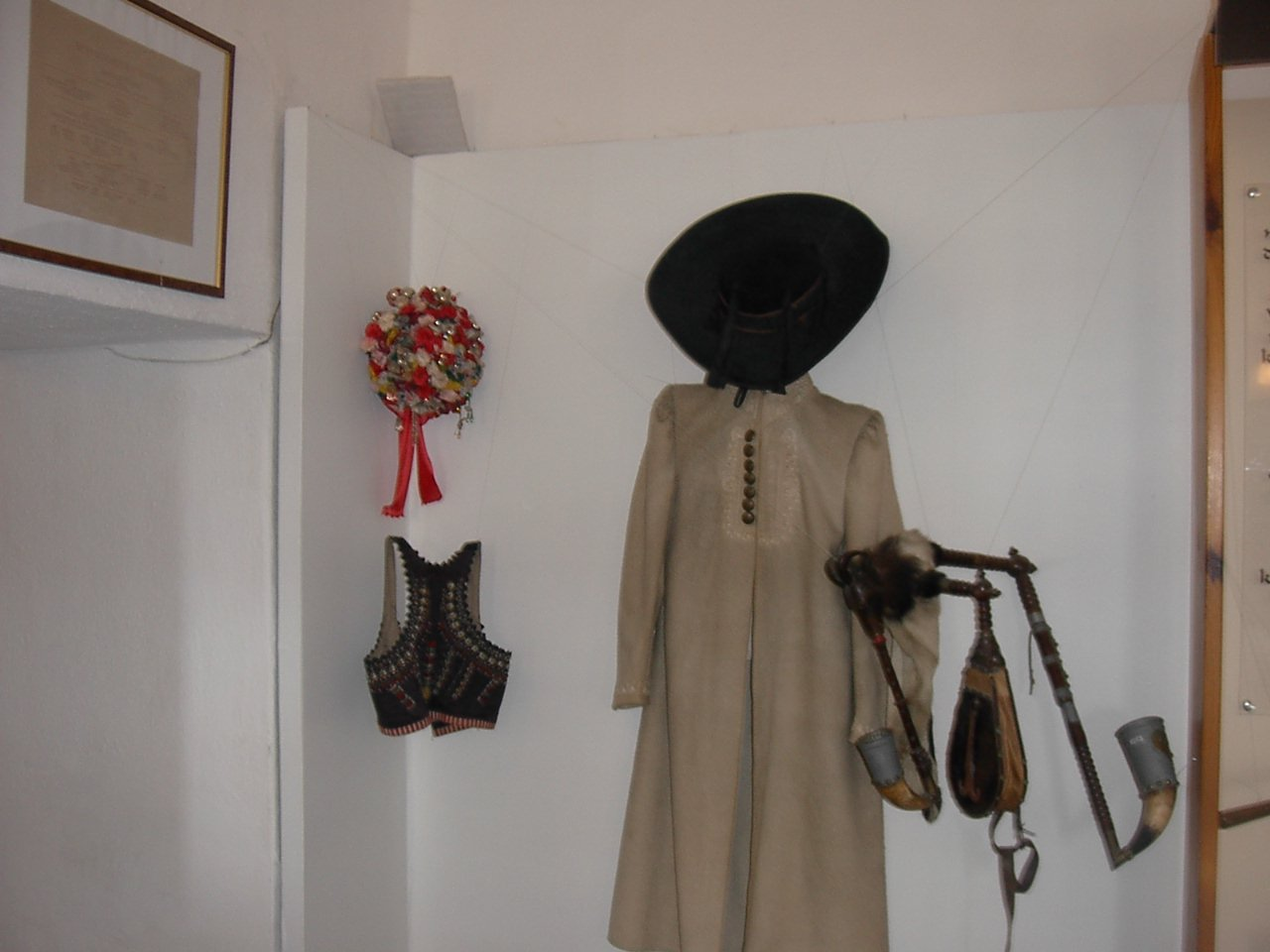
Z expozice Chodského muzea v Kozinově statku v Újezdě u Domažlic

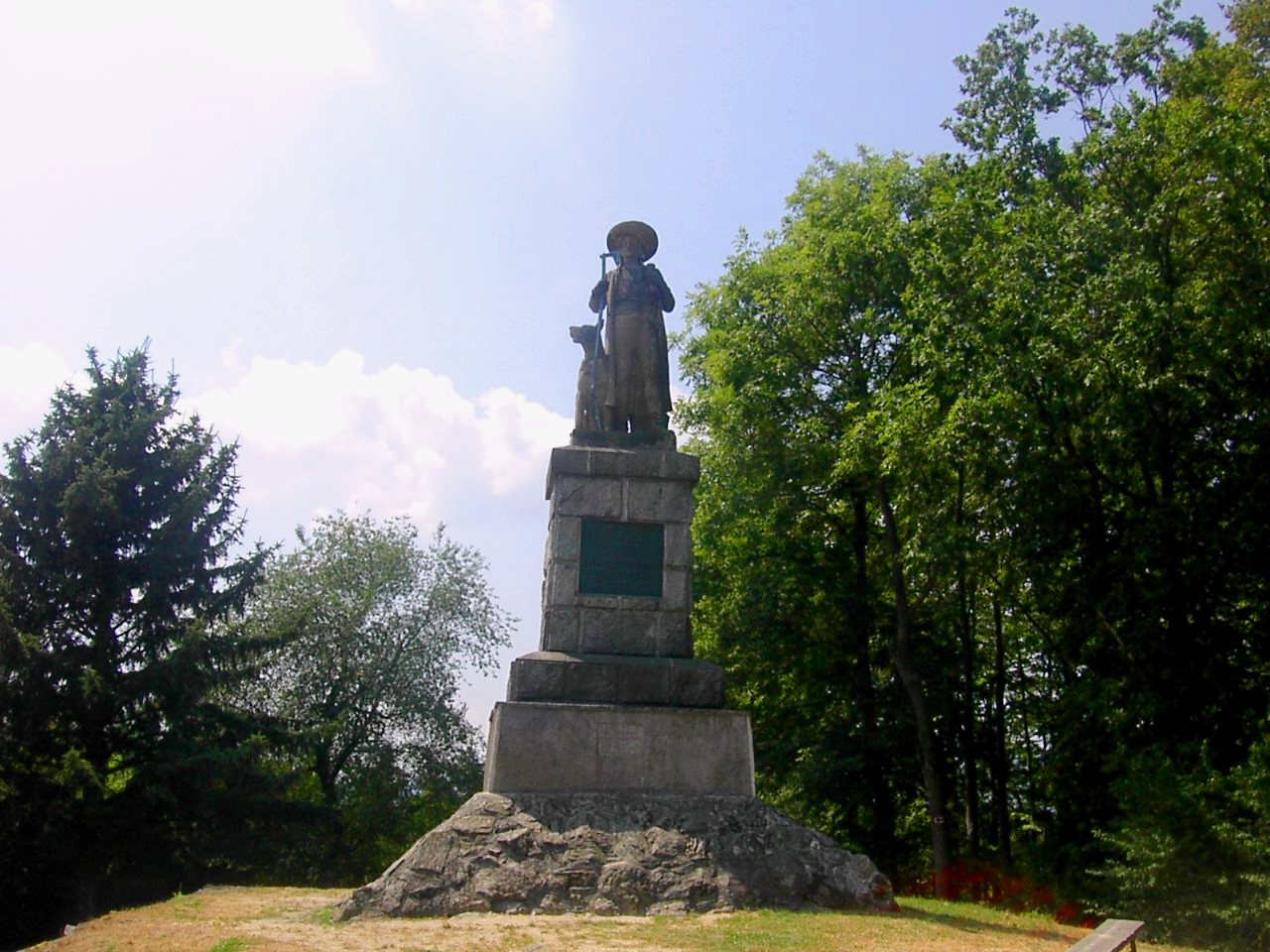
Pomník Jana Sladkého Koziny – vůdce chodského povstání, na hoře Hrádek nad Újezdem

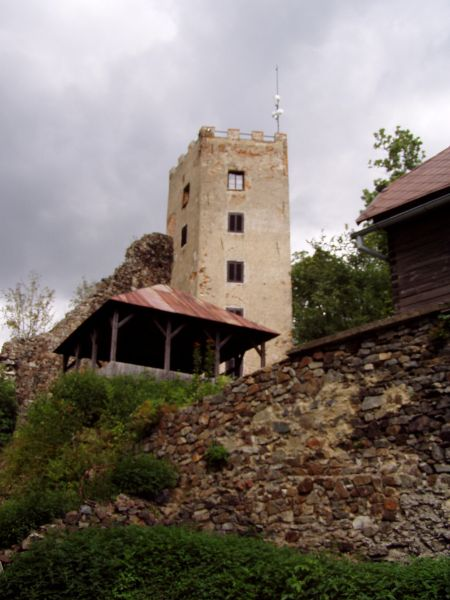
Věž hradu Rýzmberk u Kdyně

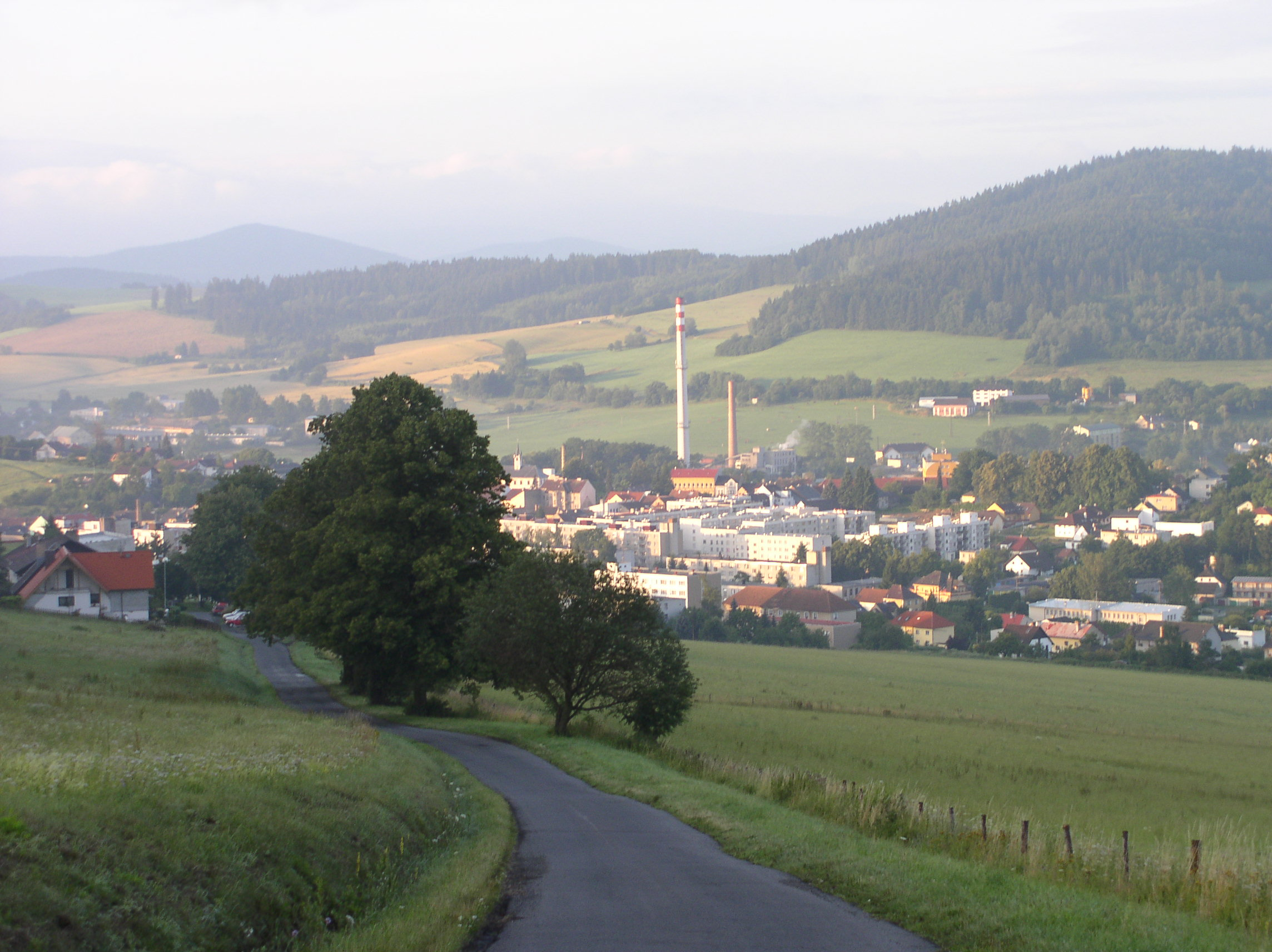
Průmyslovým střediskem okresu je město Kdyně jihovýchodně od Domažlic

Okres Domažlice je průmyslově-zemědělský.

### Průmysl
Průmyslové závody okresu jsou soustředěny hlavně do jeho největších měst, zejména potom do města Kdyně. Strojírenský průmysl reprezentují firmy KDYNIUM (Kdyně) – výroba ocelových odlitků a ELITEX (Kdyně) – výroba strojů pro textilní a kožedělný průmysl.
Firma GALÍ-optik v Domažlicích se zabývá výrobou brýlových obrouček.

### Zemědělství
Rostlinná výroba okresu se zaměřuje zejména na pěstování pšenice a řepky.
Živočišná výroba se zabývá především chovem skotu, prasat a drůbeže. Největší zemědělské podniky sídlí v Meclově, ve Staňkově a v Puclicích.

## Demografické údaje
Data k 30. červnu 2005:
| Popis          | Celkem | Ženy           | Muži           |
| -------------- | ------ | -------------- | -------------- |
| počet obyvatel | 58 998 | 29 889 50,66 % | 29 109 49,34 % |
| průměrný věk   | 39,4   | 40,7           | 38,1           |

- hustota zalidnění: 52 ob./km²
- 54,39 % obyvatel žije ve městech

### Zaměstnanost
(2003)
| Počet obyvatel se stálým zaměstnáním | 14 174    |
| Průměrný plat                        | 14 398 Kč |
| Nezaměstnaných                       | 2 129     |
| Míra nezaměstnanosti                 | 6,76 %    |

### Školství
(2003)
| Druh školy               | Počet škol |
| ------------------------ | ---------- |
| Mateřské školy           | 36         |
| Základní školy           | 27         |
| Gymnázia                 | 1          |
| Střední průmyslové školy | 3          |
| Střední odborná učiliště | 3          |
| Vyšší odborné školy      | 1          |

### Zdravotnictví
(2003)
| Lékaři                          | 138 |
| Nemocnice                       | 1   |
| Specializovaná léčebná zařízení | -   |
| Zubní lékaři                    | 29  |
| Lékárny                         | 13  |

### Zdroj
- Český statistický úřad

## Silniční doprava
Okresem prochází silnice I. třídy I/22 a I/26.
Silnice II. třídy jsou II/183, II/184, II/185, II/189, II/190, II/192, II/193, II/195, II/196, II/197, II/198 a II/200.

## Železniční doprava
Okresem prochází železniční tratě : Plzeň – Furth im Wald, Horažďovice předměstí – Domažlice, Domažlice – Planá u Mariánských Lázní, Staňkov–Poběžovice. 

## Cestovní ruch

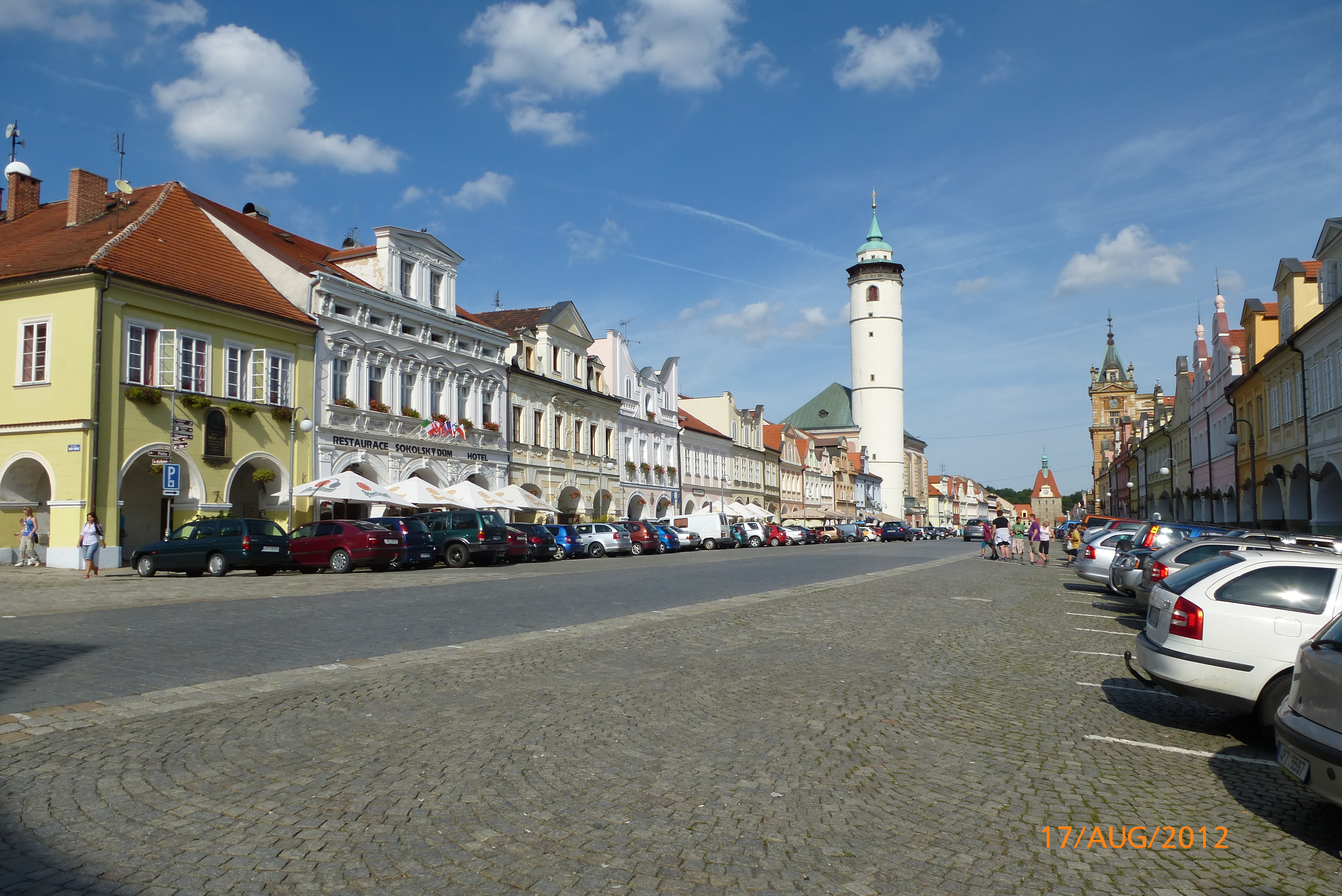
Náměstí Míru v Domažlicích

Čisté životní prostředí, krásná příroda a lidové chodské tradice jsou velkým lákadlem pro turisty. Nejvýznamnějším střediskem cestovního ruchu na okrese je bezesporu město Domažlice se zachovalým a opraveným historickým jádrem. Hojně navštěvované je také druhé největší město okresu, Horšovský Týn, ve kterém můžeme navštívit zámek. Z menších obcí a městeček můžeme také jmenovat jedno z chodských center – Klenčí pod Čerchovem, a dále také obce Trhanov a Újezd. Pro turistiku, resp. cykloturistiku v pohoří Český Les jsou asi nejlepšími východisky obce Babylon, letovisko známé svým přírodním koupalištěm s údajně léčivou vodou. V letech 2010 a 2011 zde bylo vybudováno s podporou Evropské unie cca 40 km nových cyklostezek a nové naučné stezky. Pec a Klenčí pod Čerchovem. Turistický ruch se příliš nerozvinul v periferních, ale přesto atraktivních oblastech okresu, mezi které se řadí okolí obcí a měst Nemanice a Poběžovice. Významnou barokní památku – klášter v Pivoni (část obce Mnichov u Poběžovic) v důsledku zdevastovaného stavu navštívit nemůžeme. Jako velmi zajímavou a krásnou, ale relativně „zapomenutou“ oblast můžeme nazvat vrchovinu Sedmihoří na rozhraní okresů Domažlice a Tachov. Východisky do této oblasti jsou obce Mířkov a Mezholezy (okr. Domažlice), z tachovské „strany“ potom Prostiboř, Darmyšl, resp. Stráž.

## Seznam obcí a jejich částí

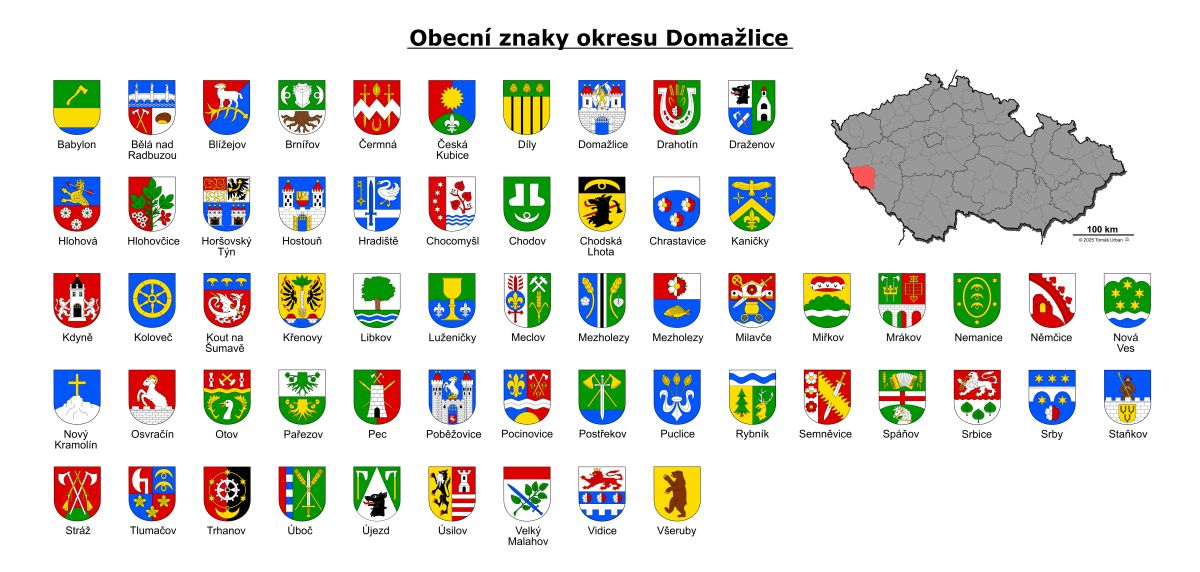
Přehled obecních znaků okresu Domažlice

Města jsou uvedena tučně, městyse kurzívou, části obcí malince.
Babylon •
Bělá nad Radbuzou (Bystřice • Čečín • Černá Hora • Doubravka • Hleďsebe • Karlova Huť • Nový Dvůr • Pleš • Smolov • Újezd Svatého Kříže • Železná) •
Blížejov (Františkov • Chotiměř • Lštění • Malonice • Nahošice • Přívozec • Výrov) •
Brnířov •
Čermná •
Česká Kubice (Dolní Folmava • Horní Folmava • Nová Kubice • Nový Spálenec • Spáleneček • Starý Spálenec) •
Díly •
Domažlice (Bezděkovské Předměstí • Dolejší Předměstí • Havlovice • Hořejší Předměstí • Město • Týnské Předměstí) •
Drahotín •
Draženov •
Hlohová •
Hlohovčice •
Hora Svatého Václava (Načetín • Šidlákov) •
Horšovský Týn (Borovice • Dolní Metelsko • Hašov • Horní Metelsko • Horšov • Kocourov • Lazce • Malé Předměstí • Město • Nová Ves • Oplotec • Plzeňské Předměstí • Podhájí • Podražnice • Semošice • Svatá Anna • Svinná • Tasnovice • Valdorf • Velké Předměstí • Věvrov) •
Hostouň (Babice • Holubeč • Horoušany • Hostouň • Mělnice • Mírkovice • Přes • Skařez • Slatina • Štítary • Svržno • Sychrov) •
Hradiště •
Hvožďany •
Chocomyšl •
Chodov •
Chodská Lhota •
Chrastavice •
Kanice •
Kaničky •
Kdyně (Branišov • Dobříkov • Hluboká • Kdyně • Modlín • Nové Chalupy • Podzámčí • Prapořiště • Smržovice • Starec) •
Klenčí pod Čerchovem (Capartice • Černá Řeka • Jindřichova Hora) •
Koloveč (Zichov) •
Kout na Šumavě (Nový Dvůr • Starý Dvůr) •
Křenovy •
Libkov •
Loučim •
Luženičky (Luženice) •
Meclov (Bozdíš • Březí • Jeníkovice • Mašovice • Meclov • Mračnice • Mrchojedy • Němčice • Třebnice) •
Mezholezy (dříve okres Domažlice) •
Mezholezy (dříve okres Horšovský Týn) (Buková) •
Milavče (Božkovy • Radonice) •
Mířkov (Křakov) •
Mnichov (Pivoň • Vranov) •
Močerady (Nové Dvory) •
Mrákov (Mlýneček • Nový Klíčov • Smolov • Starý Klíčov) •
Mutěnín (Erazim • Ostrov • Starý Kramolín) •
Nemanice (Lísková • Nemanice • Nemaničky • Nová Huť • Novosedelské Hutě • Novosedly • Stará Huť) •
Němčice (Úlíkov) •
Nevolice •
Nová Ves •
Nový Kramolín •
Osvračín (Dohalice • Mimov) •
Otov •
Pařezov (Nový Pařezov • Starý Pařezov) •
Pasečnice (Nová Pasečnice • Stará Pasečnice) •
Pec •
Pelechy •
Poběžovice (Ohnišťovice • Sedlec • Sezemín • Šibanov • Šitboř • Zámělíč) •
Pocinovice (Orlovice) •
Poděvousy •
Postřekov (Mlýnec) •
Puclice (Doubrava • Malý Malahov) •
Rybník (Liščí Hora • Mostek • Závist) •
Semněvice (Pocinovice • Šlovice) •
Spáňov •
Srbice (Háje • Strýčkovice • Těšovice) •
Srby (Medná • Polžice • Roudná • Vítání) •
Staňkov (Krchleby • Ohučov • Staňkov I • Staňkov II • Vránov) •
Stráž •
Tlumačov (Filipova Hora) •
Trhanov (Pila) •
Úboč •
Újezd (Petrovice) •
Únějovice •
Úsilov •
Velký Malahov (Jivjany • Ostromeč) •
Vidice (Chřebřany • Libosváry) •
Vlkanov •
Všepadly •
Všeruby (Brůdek • Hájek • Hyršov • Chalupy • Kosteliště • Maxov • Pláně • Pomezí • Studánky • Všeruby) •
Zahořany (Bořice • Hříchovice • Oprechtice • Sedlice • Stanětice • Zahořany) •
Ždánov

### Změny hranice okresu
Dne 1. ledna 2007 přešla obec Černíkov z okresu Domažlice do okresu Klatovy. Tím došlo ke snížení rozlohy území okresu o 16,71 km² na 1 123,46 km².
Do konce roku 2020 bylo součástí okresu Domažlice také město Holýšov a dalších osm obcí v jeho okolí (Bukovec, Čečovice, Černovice, Horní Kamenice, Kvíčovice, Neuměř, Štichov, Všekary). Všech devět obcí bylo k 1. lednu 2021 začleněno do okresu Plzeň-jih (zůstaly však v obvodu Okresního soudu v Domažlicích).

## Seznam správních obvodů obcí s rozšířenou působností
Okres se skládá ze dvou správních obvodů obcí s rozšířenou působností, které jsou shodné se správními obvody obcí s pověřeným úřadem:
- Domažlice
- Horšovský Týn